# Beta-synuclein
Beta-synuclein là một loại protein mà ở người được mã hóa bởi gen SNCB.
Protein được mã hóa bởi gen này rất tương đồng với alpha-synuclein. Những protein này được thể hiện dồi dào trong não và ức chế một cách có chọn lọc phospholipase D2 một cách chọn lọc. Protein được mã hóa, có thể đóng một vai trò trong tính dẻo của tế bào thần kinh, có rất nhiều trong các tổn thương sợi thần kinh của bệnh nhân mắc bệnh Alzheimer. Protein này đã được chứng minh là thể hiện cao trong vùng chất đen của não, một khu vực thoái hóa tế bào thần kinh ở bệnh nhân mắc bệnh Parkinson; tuy nhiên, không có mối liên hệ trực tiếp nào với bệnh Parkinson đã được thiết lập. Hai biến thể phiên mã mã hóa cùng một protein đã được tìm thấy cho gen này. }} 
Beta-synuclein là một protein synuclein được tìm thấy chủ yếu trong mô não và được thấy chủ yếu ở các thiết bị đầu cuối trước sinh. Beta-synuclein chủ yếu được biểu hiện ở vùng vỏ não, đồi thị, vân, đồi thị và tiểu não. Nó không được tìm thấy trong các thể Lewy, nhưng nó có liên quan đến bệnh lý vùng đồi thị ở PD và DLB.
Beta-synuclein được đề xuất là chất ức chế tổng hợp alpha-synuclein, xảy ra trong các bệnh thoái hóa thần kinh như bệnh Parkinson. Do đó, beta-synuclein có thể bảo vệ hệ thần kinh trung ương khỏi tác dụng gây độc thần kinh của alpha-synuclein và cung cấp một phương pháp điều trị mới cho các rối loạn thoái hóa thần kinh.